# Anisz-Achpierdino
Anisz-Achpierdino (ros. Аниш-Ахпердино) – wieś (dieriewnia) w Rosji, w Czuwaszji, w rejonie kanaskim. W 2021 liczyła 307 mieszkańców.